# Living Proof: The Farewell Tour
Living Proof: The Farewell Tour fue la séptima gira musical de la artista estadounidense Cher, en promoción de su vigésimo quinto álbum Living Proof y la recopilación The Very Best of Cher, y fue ampliamente publicitada como la última de su carrera. Comenzó el 14 de junio de 2002 en Toronto, Canadá y se extendió por tres años, hasta el 30 de abril de 2005.
Aunque la gira había enlistado 46 conciertos en el comienzo, fue extendida en numerosas ocasiones debido a la popularidad del concierto. Cher recorrío virtualmente Norteamérica desde 2002 hasta 2004. El mismo año anunció su intención de ir a Europa, Oceanía y Asia, territorios en los que no había cantado en años o que nunca había visitado. El último concierto tuvo lugar en Los Ángeles, Estados Unidos. The Farewell Tour fue planeada de forma muy similar a su antecesor, Do You Believe? Tour, aunque la artística de los espectáculos no se pueden comparar. El concierto consistió en 21 canciones, 4 videomontajes, bailarines y acróbatas. También incluyó variedad de vestuario, el cual fue diseñado por Bob Mackie. Algunos de los vestidos utilizados por la artista cambiaron mientras se encontraba en Europa y Australia.  
La gira recibió reseñas positivas por parte de la crítica. Los conciertos realizados en el American Airlines Arena de Miami los días 7 y 8 de noviembre de 2002 fueron transmitidos posteriormente por la cadena NBC. El especial tuvo una audiencia cercana a las 17 millones de personas, por lo cual ganó tres premios Emmy. Fue publicado en formato DVD y CD posteriormente bajo los títulos Cher: The Farewell Tour y Live! The Farewell Tour.
The Farewell Tour fue un éxito en recaudación. Luego de la primera etapa, se había convertido en la gira más larga en toda la historia. En total, Cher cantó para cerca de 3 millones de personas en 20 países, recaudando un total de 250 millones de dólares en 326 conciertos.

## Historia
"The Farewell Tour" inició el 14 de junio de 2002 en Toronto, Canadá y culminó el 30 de abril de 2005 en Los Ángeles, Estados Unidos. La gira había sido planificada inicialmente para promocionar el exitoso álbum "Living Proof" pero luego se extendió mucho más allá del periodo promocional. 
El 7 de noviembre de 2002, Cher grabó uno de sus espectáculos en el Miami, Florida y que fue transmitido por televisión a mediados de 2003, este show resultó ser un éxito por lo que Cher decidió lanzar un DVD titulado "Cher: The Farewell Tour Live in Miami".
Después del devastador tsunami que azotó a Asia en 2004, Cher donó las ganancias del show que había realizado en Sacramento, California.

## El Concierto
Los conciertos por lo general comenzaban a las 8:30, con un video que mostraba los momentos más gloriosos en la carrera de Cher, así como las versiones de sus CD hasta su camaleónica apariencia por más de 40 años. 
El show comenzaba con Cher cantando "I Still Haven't Found What I'm Looking For" desde un arnés con un vestuario muy extravagante, que consta de un abrigo de pieles gigantes y de arreglos dorados, luego, ya sin su abrigo, canta "Song For the Lonely" y "A Different Kind Of Love Song". Al finalizar la entrada del show Cher se presenta formalmente al público y citando su frase más célebre "Follow This You Bitches", luego del discurso sigue el "Gayatri Manta" donde Cher viste una combinación única estilo árabe/egipcio y canta "All or Nothing", "I Found Someone" y "We All Sleep Alone". La dulzura de la canción anterior es interrumpida cuando Cher comienza a interpretar "Bang Bang (My Baby Shot Me Down)" con un vestuario muy extravagante, consta de una cresta gigante y una piel que hacia ilusión de Tigre.
Después, comienza un popurrí de los éxitos más grandes de Sonny & Cher, como "Baby Dont Go" o "I Got You Babe", al finalizar Cher, al estilo de los 60s interpreta sus antiguos éxitos como "Dark Lady" o "Half Breed", todo esto acompañado de una serie de imágenes que elogiaban los inicios de Cher en 1965.
Los 70s se apoderan del escenario y una impresionante coreografía es empleada por parte de los bailarines, Cher sale con un vestido escarchado de color rojo brillante (Igual que en The Believe Tour, solo que de distinto color) cantando "Take Me Home", esta secuencia de baile sigue hasta que la diva sale con un hermoso vestido de noche color lila cantando "The Way of Love". 
Otro video aparece en la pantalla del escenario esta vez, se hacía un recuento de las participaciones de Cher en el cine y la televisión. Luego, y ya más ligera de ropa pesada canta "After All", "Just Like Jesse James", "Heart of Stone" y por último "The Shoop Shoop Song (It's In His Kiss)".
Pasan unos minutos hasta que se escuchan los famosos acordes de "Strong Enough" e "If I Could Turn Back Time" con los que Cher canta con traje de cuero negro y su famoso peinado de los 80s. Y por último el inmortal "Believe, como número final de la noche, con un vestido plateado y una extravagante peluca roja Cher hace de las suyas para después finalizar el show.

## Controversia y críticas
Mientras se encontraba de gira en Oceanía, Cher calificó a Britney Spears, Jennifer Lopez y Jessica Simpson como "pequeñas perras".
En un discurso posterior, frente al público, Cher exclamó:

¡¡Muy bien. Jessica Simpson, Britney Spears, Jennifer Lopez! las conocen?. Okay, voy a decirles algo que sucedió y es solo la verdad. Una noche yo estaba muy entusiasmada por ustedes muchachos. Yo estaba en un, ya saben, en un concierto y estaba muy emocionada, era algo como Boo, boo! muy bien, ¡excelente!. Y entonces yo dije: "Oh! ellas son un montón de pequeñas perras, no creen?". Si! pero aún no lo saben!, dos de ellas están realmente enojadas conmigo y no creen que esto se trate de un juego. No, no, yo no voy a mencionar nombres (risas del público) pero..., bueno..., muy bien..., como un... ¡GRAN TRASERO!. Si, están un poco enojadas conmigo, ustedes saben. Pero no es su culpa, ellas no entienden que estoy bromeando cuando las llamo "pequeñas perras". Ustedes ya saben que así es como bromeo yo, ustedes me conocen. Si a veces me refiero a mi misma como una "gran perra estúpida", ellas son unas "pequeñas perras". Da igual, en fín, como sea. Tengo que continuar con el espectáculo y las chicas ya vienen (refiriéndose a las bailarinas) tenemos que prepararnos. Okay?, damas y caballeros, y los caballeros divertidos también! (refiriéndose al público homosexual presente). Y los chicos, las chicas y niños de todas las edades!. Bienvenidos al último show de Cher sobre la tierra. Solo me queda una cosa por decirles a las chicas jóvenes (refiriéndose a las cantantes): Que siga este espectáculo, perras!

## Lista de canciones
| Norteamérica |
| --- |
| 1. «Cher...Through Time»(Video inicial) (contiene elementos de «Gypsies, Tramps & Thieves», «A Different Kind of Love Song» y «If I Could Turn Back Time») 2. «I Still Haven't Found What I'm Looking For» 3. «Song for the Lonely» 4. «A Different Kind of Love Song» 5. «Gayatri Mantra» (a cargo de los bailarines) 6. «All or Nothing» 7. «We All Sleep Alone» 8. —Intermedio no titulado— (a cargo de los bailarines) 9. «I Found Someone» 10. «Bang Bang (My Baby Shot Me Down)» 11. «Sonny & Cher» (Video intermedio) (contiene extractos de «The Beat Goes On», «Baby Don't Go» y «I Got You Babe») 12. «All I Really Want to Do» 13. Popurrí: «Half-Breed» / «Gypsies, Tramps & Thieves» / «Dark Lady» 14. «Escenas de The Cher Show» (Video intermedio) 15. —Intermedio no titulado— (a cargo de los bailarines) (contiene elementos de «Bad Girls», «Ring My Bell» y «Don't Leave Me This Way» con extractos de «Take Me Home») 16. «Take Me Home» 17. —Intermedio no titulado— (a cargo de los bailarines) (contiene elementos de «All or Nothing» y «Alive Again») 18. «The Way of Love» 19. «West Side Story» (Video intermedio) (contiene elementos de «Jet Song», «I Feel Pretty» y «Tonight Quintet» 20. «Cher...Movie Monologues» (contiene extractos de las películas Come Back to the Five and Dime, Jimmy Dean, Jimmy Dean, Silkwood, Mask, Té con Mussolini, Las brujas de Eastwick, Mermaids y Moonstruck) 21. «After All» 22. «Just Like Jesse James» 23. «Heart of Stone» 24. «The Shoop Shoop Song (It's in His Kiss)» 25. «Cher...Quotes» (Video intermedio) (contiene elementos de A Different Kind of Love Song, «Saved» y «If I Could Turn Back Time» 26. «Strong Enough» 27. «Save Up All Your Tears» 28. «If I Could Turn Back Time» 29. «Believe» 2003 (primera mitad) 1. «Cher...Through Time»(Video inicial) (contiene elementos de «Gypsies, Tramps & Thieves», «A Different Kind of Love Song» y «If I Could Turn Back Time») 2. «I Still Haven't Found What I'm Looking For» 3. «Song for the Lonely» 4. «Gayatri Mantra» (a cargo de los bailarines) 5. «All or Nothing» 6. —Intermedio no titulado— (a cargo de los bailarines) 7. «I Found Someone» 8. «Bang Bang (My Baby Shot Me Down)» 9. «Sonny & Cher» (Video intermedio) (contiene extractos de «The Beat Goes On», «Baby Don't Go» y «I Got You Babe») 10. «All I Really Want to Do» 11. Popurrí: «Half-Breed» / «Gypsies, Tramps & Thieves» / «Dark Lady» 12. «Escenas de The Cher Show» (Video intermedio) 13. —Intermedio no titulado— (a cargo de los bailarines) (contiene elementos de «Bad Girls», «Ring My Bell» y «Don't Leave Me This Way» con extractos de «Take Me Home») 14. «Take Me Home» 15. —Intermedio no titulado— (a cargo de los bailarines) (contiene elementos de «All or Nothing» y «Alive Again») 16. «The Way of Love» 17. «West Side Story» (Video intermedio) (contiene elementos de «Jet Song», «I Feel Pretty» y «Tonight Quintet» 18. «Cher...Movie Monologues» (contiene extractos de las películas Come Back to the Five and Dime, Jimmy Dean, Jimmy Dean, Silkwood, Mask, Té con Mussolini, Las brujas de Eastwick, Mermaids y Moonstruck) 19. «After All» 20. «Just Like Jesse James» 21. «Heart of Stone» 22. «The Shoop Shoop Song (It's in His Kiss)» 23. «Cher...Quotes» (Video intermedio) (contiene elementos de A Different Kind of Love Song, «Saved» y «If I Could Turn Back Time» 24. «Strong Enough» 25. «Save Up All Your Tears» 26. «If I Could Turn Back Time» 27. «Believe» 2003 (segunda mitad) 1. «Cher...Through Time»(Video inicial) (contiene elementos de «Gypsies, Tramps & Thieves», «A Different Kind of Love Song» y «If I Could Turn Back Time») 2. «I Still Haven't Found What I'm Looking For» 3. «Song for the Lonely» 4. «Gayatri Mantra» (a cargo de los bailarines) 5. «All or Nothing» 6. —Intermedio no titulado— (a cargo de los bailarines) 7. «I Found Someone» 8. «Bang Bang (My Baby Shot Me Down)» 9. «Sonny & Cher» (Video intermedio) (contiene extractos de «The Beat Goes On», «Baby Don't Go» y «I Got You Babe») 10. «All I Really Want to Do» 11. Popurrí: «Half-Breed» / «Gypsies, Tramps & Thieves» / «Dark Lady» 12. «Escenas de The Cher Show» (Video intermedio) 13. —Intermedio no titulado— (a cargo de los bailarines) (contiene elementos de «Bad Girls», «Ring My Bell» y «Don't Leave Me This Way» con extractos de «Take Me Home») 14. «Take Me Home» 15. —Intermedio no titulado— (a cargo de los bailarines) (contiene elementos de «All or Nothing» y «Alive Again») 16. «The Way of Love» 17. «West Side Story» (Video intermedio) (contiene elementos de «Jet Song», «I Feel Pretty» y «Tonight Quintet» 18. «Cher...Movie Monologues» (contiene extractos de las películas Come Back to the Five and Dime, Jimmy Dean, Jimmy Dean, Silkwood, Mask, Té con Mussolini, Las brujas de Eastwick, Mermaids y Moonstruck) 19. «After All» 20. «The Shoop Shoop Song (It's in His Kiss)» 21. «Cher...Quotes» (Video intermedio) (contiene elementos de A Different Kind of Love Song, «Saved» y «If I Could Turn Back Time» 22. «Strong Enough» 23. «Save Up All Your Tears» 24. «If I Could Turn Back Time» 25. «Believe» 2004/2005 1. «Cher...Through Time»(Video inicial) (contiene elementos de «Gypsies, Tramps & Thieves», «A Different Kind of Love Song» y «If I Could Turn Back Time») 2. «I Still Haven't Found What I'm Looking For» 3. «Gayatri Mantra» (a cargo de los bailarines) 4. «All or Nothing» 5. —Intermedio no titulado— (a cargo de los bailarines) 6. «I Found Someone» 7. «Bang Bang (My Baby Shot Me Down)» 8. «Sonny & Cher» (Video intermedio) (contiene extractos de «The Beat Goes On», «Baby Don't Go» y «I Got You Babe») 9. «All I Really Want to Do» 10. Popurrí: «Half-Breed» / «Gypsies, Tramps & Thieves» / «Dark Lady» 11. «Escenas de The Cher Show» (Video intermedio) 12. —Intermedio no titulado— (a cargo de los bailarines) (contiene elementos de «Bad Girls», «Ring My Bell» y «Don't Leave Me This Way» con extractos de «Take Me Home») 13. «Take Me Home» 14. —Intermedio no titulado— (a cargo de los bailarines) (contiene elementos de «All or Nothing» y «Alive Again») 15. «Love Hurts» 16. «West Side Story» (Video intermedio) (contiene elementos de «Jet Song», «I Feel Pretty» y «Tonight Quintet» 17. «Cher...Movie Monologues» (contiene extractos de las películas Come Back to the Five and Dime, Jimmy Dean, Jimmy Dean, Silkwood, Mask, Té con Mussolini, Las brujas de Eastwick, Mermaids y Moonstruck) 18. «After All» 19. «Walking in Memphis» 20. «The Shoop Shoop Song (It's in His Kiss)» 21. «Cher...Quotes» (Video intermedio) (contiene elementos de A Different Kind of Love Song, «Saved» y «If I Could Turn Back Time» 22. «Strong Enough» 23. «Save Up All Your Tears» 24. «If I Could Turn Back Time» 25. «Believe» 1 Fechas específicas Último concierto 1. «Cher...Through Time»(Video inicial) (contiene elementos de «Gypsies, Tramps & Thieves», «A Different Kind of Love Song» y «If I Could Turn Back Time») 2. «I Still Haven't Found What I'm Looking For» 3. «Gayatri Mantra» (a cargo de los bailarines) 4. «All or Nothing» 5. —Intermedio no titulado— (a cargo de los bailarines) 6. «I Found Someone» 7. «Bang Bang (My Baby Shot Me Down)» 8. «Sonny & Cher» (Video intermedio) (contiene extractos de «The Beat Goes On», «Baby Don't Go» y «I Got You Babe») 9. «All I Really Want to Do» 10. Popurrí: «Half-Breed» / «Gypsies, Tramps & Thieves» / «Dark Lady» 11. «Escenas de The Cher Show» (Video intermedio) 12. —Intermedio no titulado— (a cargo de los bailarines) (contiene elementos de «Bad Girls», «Ring My Bell» y «Don't Leave Me This Way» con extractos de «Take Me Home») 13. «Take Me Home» 14. —Intermedio no titulado— (a cargo de los bailarines) (contiene elementos de «All or Nothing» y «Alive Again») 15. «The Way of Love» 16. «West Side Story» (Video intermedio) (contiene elementos de «Jet Song», «I Feel Pretty» y «Tonight Quintet» 17. «Cher...Movie Monologues» (contiene extractos de las películas Come Back to the Five and Dime, Jimmy Dean, Jimmy Dean, Silkwood, Mask, Té con Mussolini, Las brujas de Eastwick, Mermaids y Moonstruck) 18. «After All» 19. «Walking in Memphis» 20. «Just Like Jesse James» 21. «Heart of Stone» 22. «The Shoop Shoop Song (It's in His Kiss)» 23. «Cher...Quotes» (Video intermedio) (contiene elementos de A Different Kind of Love Song, «Saved» y «If I Could Turn Back Time» 24. «Strong Enough» 25. «Save Up All Your Tears» 26. «If I Could Turn Back Time» 27. «Believe» 28. «Song for the Lonely» |

| Europa |
| --- |
| 1. «Cher...Through Time»(Video inicial) (contiene elementos de «Gypsies, Tramps & Thieves», «A Different Kind of Love Song» y «If I Could Turn Back Time») 2. «I Still Haven't Found What I'm Looking For» 3. —Intermedio no titulado— (a cargo de los bailarines) (contiene elementos de «One by One» y «Love is the Groove») 4. Medley: «One by One», «Taxi, Taxi», «Love Is the Groove» y «Love One Another» 5. «Gayatri Mantra» (a cargo de los bailarines) 6. «All or Nothing» 7. —Intermedio no titulado— (a cargo de los bailarines) 8. «I Found Someone» 9. «Bang Bang (My Baby Shot Me Down)» 10. «Sonny & Cher» (Video intermedio) (contiene extractos de «The Beat Goes On», «Baby Don't Go» y «I Got You Babe») 11. «All I Really Want to Do» 12. Popurrí: «Half-Breed» / «Gypsies, Tramps & Thieves» / «Dark Lady» 13. «Escenas de The Cher Show» (Video intermedio) 14. —Intermedio no titulado— (a cargo de los bailarines) (contiene elementos de «Bad Girls», «Ring My Bell» y «Don't Leave Me This Way» con extractos de «Take Me Home») 15. «Take Me Home» 16. —Intermedio no titulado— (a cargo de los bailarines) (contiene elementos de «All or Nothing» y «Alive Again») 17. «Love Hurts» 18. «West Side Story» (Video intermedio) (contiene elementos de «Jet Song», «I Feel Pretty» y «Tonight Quintet» 19. «Cher...Movie Monologues» (contiene extractos de las películas Come Back to the Five and Dime, Jimmy Dean, Jimmy Dean, Silkwood, Mask, Té con Mussolini, Las brujas de Eastwick, Mermaids y Moonstruck) 20. «After All» 21. «Walking in Memphis» 22. «The Shoop Shoop Song (It's in His Kiss)» 23. «Cher...Quotes» (Video intermedio) (contiene elementos de A Different Kind of Love Song, «Saved» y «If I Could Turn Back Time» 24. «Strong Enough» 25. «Save Up All Your Tears» 26. «If I Could Turn Back Time» 27. «Believe» Encore: 1. "Believe" |

| Australasia |
| --- |
| 1. «Cher...Through Time»(Video inicial) (contiene elementos de «Gypsies, Tramps & Thieves», «A Different Kind of Love Song» y «If I Could Turn Back Time») 2. «I Still Haven't Found What I'm Looking For» 3. «The Power» 4. «Gayatri Mantra» (a cargo de los bailarines) 5. «All or Nothing» 6. —Intermedio no titulado— (a cargo de los bailarines) 7. «I Found Someone» 8. «Bang Bang (My Baby Shot Me Down)» 9. «Sonny & Cher» (Video intermedio) (contiene extractos de «The Beat Goes On», «Baby Don't Go» y «I Got You Babe») 10. «All I Really Want to Do» 11. Popurrí: «Half-Breed» / «Gypsies, Tramps & Thieves» / «Dark Lady» 12. «Escenas de The Cher Show» (Video intermedio) 13. —Intermedio no titulado— (a cargo de los bailarines) (contiene elementos de «Bad Girls», «Ring My Bell» y «Don't Leave Me This Way» con extractos de «Take Me Home») 14. «Love Hurts» 15. —Intermedio no titulado— (a cargo de los bailarines) (contiene elementos de «All or Nothing» y «Alive Again») 16. "West Side Story" (Video Interlude) (contains elements from "Jet Song", "I Feel Pretty" and "Tonight Quintet") 17. "Cher...Movie Monologues" (contains excerpts from the films "Come Back to the Five and Dime, Jimmy Dean, Jimmy Dean", Silkwood, Mask, "Tea with Mussolini", "The Witches of Eastwick", "Mermaids" and "Moonstruck") 18. «West Side Story» (Video intermedio) (contiene elementos de «Jet Song», «I Feel Pretty» y «Tonight Quintet» 19. «Cher...Movie Monologues» (contiene extractos de las películas Come Back to the Five and Dime, Jimmy Dean, Jimmy Dean, Silkwood, Mask, Té con Mussolini, Las brujas de Eastwick, Mermaids y Moonstruck) 20. «After All» 21. «Walking in Memphis» 22. «The Shoop Shoop Song (It's in His Kiss)» 23. «Cher...Quotes» (Video intermedio) (contiene elementos de A Different Kind of Love Song, «Saved» y «If I Could Turn Back Time» 24. «Strong Enough» 25. «Save Up All Your Tears» 26. «If I Could Turn Back Time» 27. «Believe» |

## Personal
- Voz Principal: Cher
- Director Musical: Paul Mirkovich
- Teclado/Vocal: Paul Mirkovich
- Guitarra/Segunda Voz: David Barry
- Segunda Voz: Stacy Campbell
- Segunda Voz: Patti Darcy Jones (1956-2007)
- Teclado/Segunda Voz: Ollie Marland
- Bajo/Segunda Voz: Bill SHarpe
- Batería: Mark Schulman
- Bailarín: Bubba Carr
- Bailarín: Shannon Beach
- Bailarín: Suzanne Easter
- Bailarín: Jamal Story
- Bailarín: Sal Vassallo
- Bailarín: Dreya Weber
- Bailarín: Kevin Wilson
- Bailarín: Addie Yungmee

## Actos de Apertura
- Cyndi Lauper (2002-2003)
- Dom Irrera (2003)
- KC & the Sunshine Band (2004)
- The Village People (2004-2005)
- Pam Ann (2004)
- Christophe Maé (2004)